# Lismore (isola)

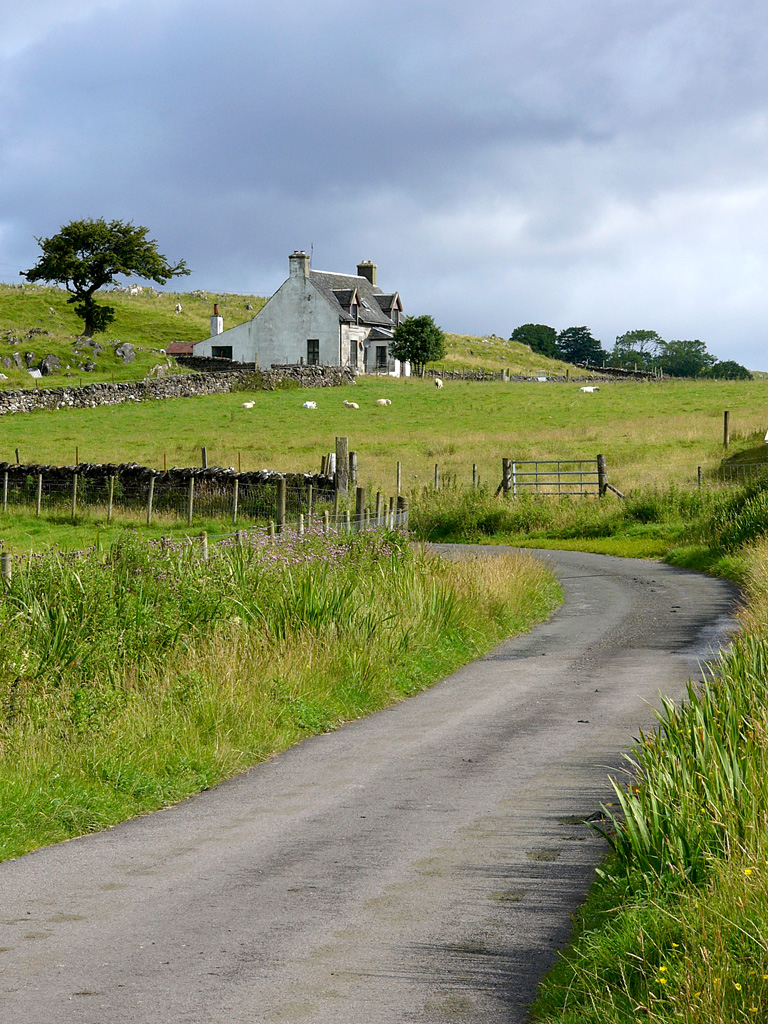
Edificio tipico dell'isola di Lismore

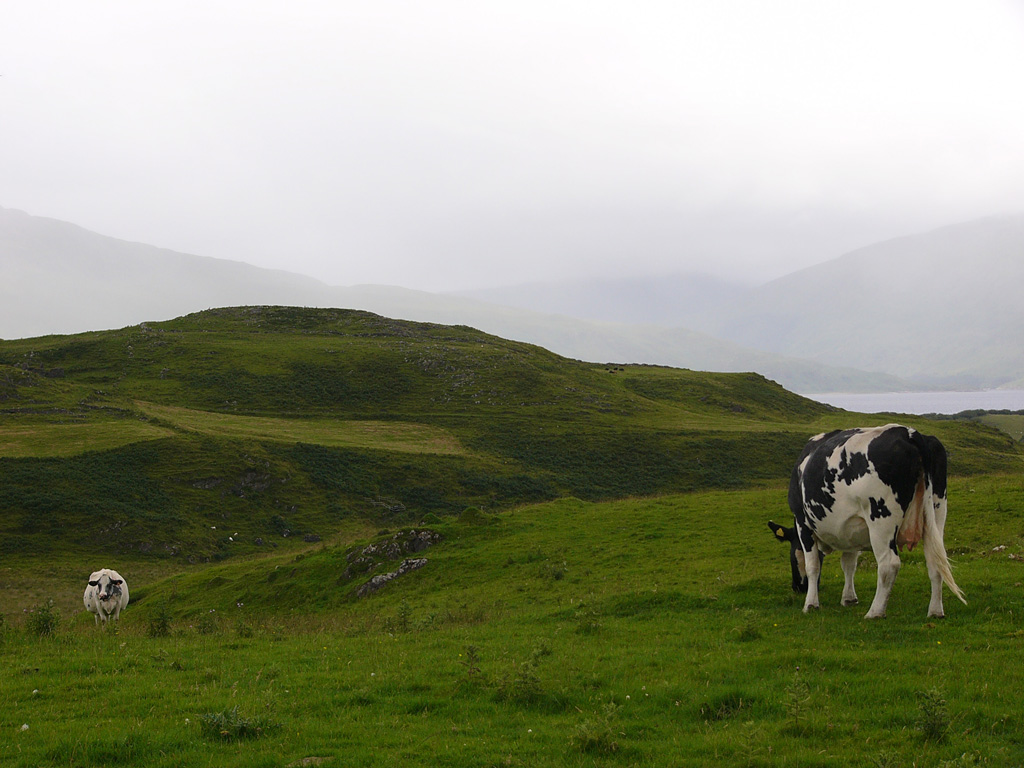
Fauna dell'isola

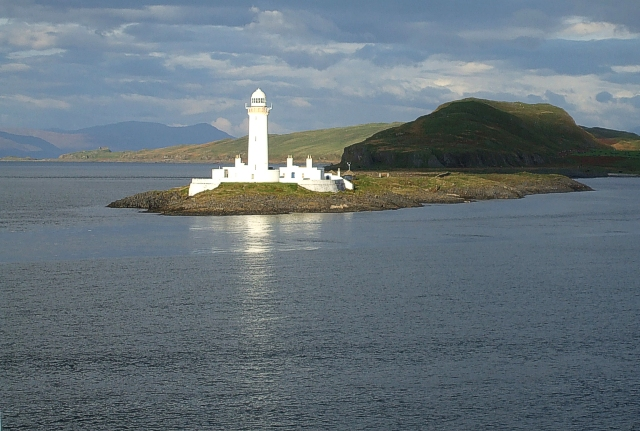
Il faro di Lismore

Lismore (in gaelico scozzese: Lios Mòr; 23,51  km²) è un'isola della Scozia nord-occidentale, facente parte dell'arcipelago delle isole Ebridi Interne e, più precisamente, del sottogruppo delle isole meridionali e situata nel Loch Linnhe (un'insenatura dell'Oceano Atlantico). Conta una popolazione di circa 150-200 abitanti. e 1-1,5 miglia in lunghezza

## Etimologia
Il nome dell'isola deriva dal termine gaelico lis-mor, che significa "grande giardino".

## Geografia

### Collocazione
L'isola si trova al largo di Oban (e, più precisamente, a nord di questa località costiera), all'incrocio tra il Firth of Lorn e il Sound of Mull.

### Dimensioni e territorio
L'isola misura 	circa 10-10,5 miglia in lunghezza e 1-1,5 miglia in lunghezza.
L'isola raggiunge un'altezza massima di 127 metri: il suo punto più elevato è rappresentato dal Barr Mor.

## Geologia
L'isola è composta quasi interamente da calcare e parzialmente anche da basalto.

## Demografia
La popolazione dell'isola ha conosciuto un sensibile calo demografico tra la prima e la seconda metà del XIX secolo: nel 1831 contava infatti 1.497 abitanti, ma nel 1885, la popolazione era scesa a 600 abitanti.
L'isola raggiunse il punto più basso in termini demografici negli anni settanta del XX secolo, quando la popolazione era scesa ad appena 100 abitanti.

## Storia
I primi insediamenti umani sull'isola risalgono all'epoca preistorica.
L'isola fu per lungo tempo di proprietà degli Stewart di Appin, prima di essere acquisita nel XVI secolo dalla famiglia Campbell.

## Flora e fauna

### Flora
Lismore è nota come "l'isola fertile" per l'abbondanza di fiori, alberi e arbusti.

### Fauna
Sull'isola di Lismore vivono circa 150 specie diverse di uccelli.

## Monumenti e luoghi d'interesse

### Cattedrale di San Moluag
Tra i principali edifici d'interesse è la cattedrale di San Moluag, costruita tra il XIII e il XVIII secolo.
|  |

### Achanduin  Castle
Altro edificio d'interesse di Lismore è l'Achaduin Castle, un castello risalente al XIII secolo, che fu di proprietà dei vescovi di Argyll fino al 1510.

### Castello Coeffin
Altro castello di Lismore è il castello Coeffin (Castle Coeffin), pure risalente al XIII secolo, che fu di proprietà dei MacDougalls di Lorn e dei Camphells di Glenorchy.
|  |

### Faro di Lismore
Altro edificio d'interesse è il faro di Lismore, eretto nel 1833 al largo di Lismore, sull'isolotto chiamato Eilean Musdile.

### Siti archeologici
- Tirefour Broch[2]
- Dun Chruban[2]

## Trasporti

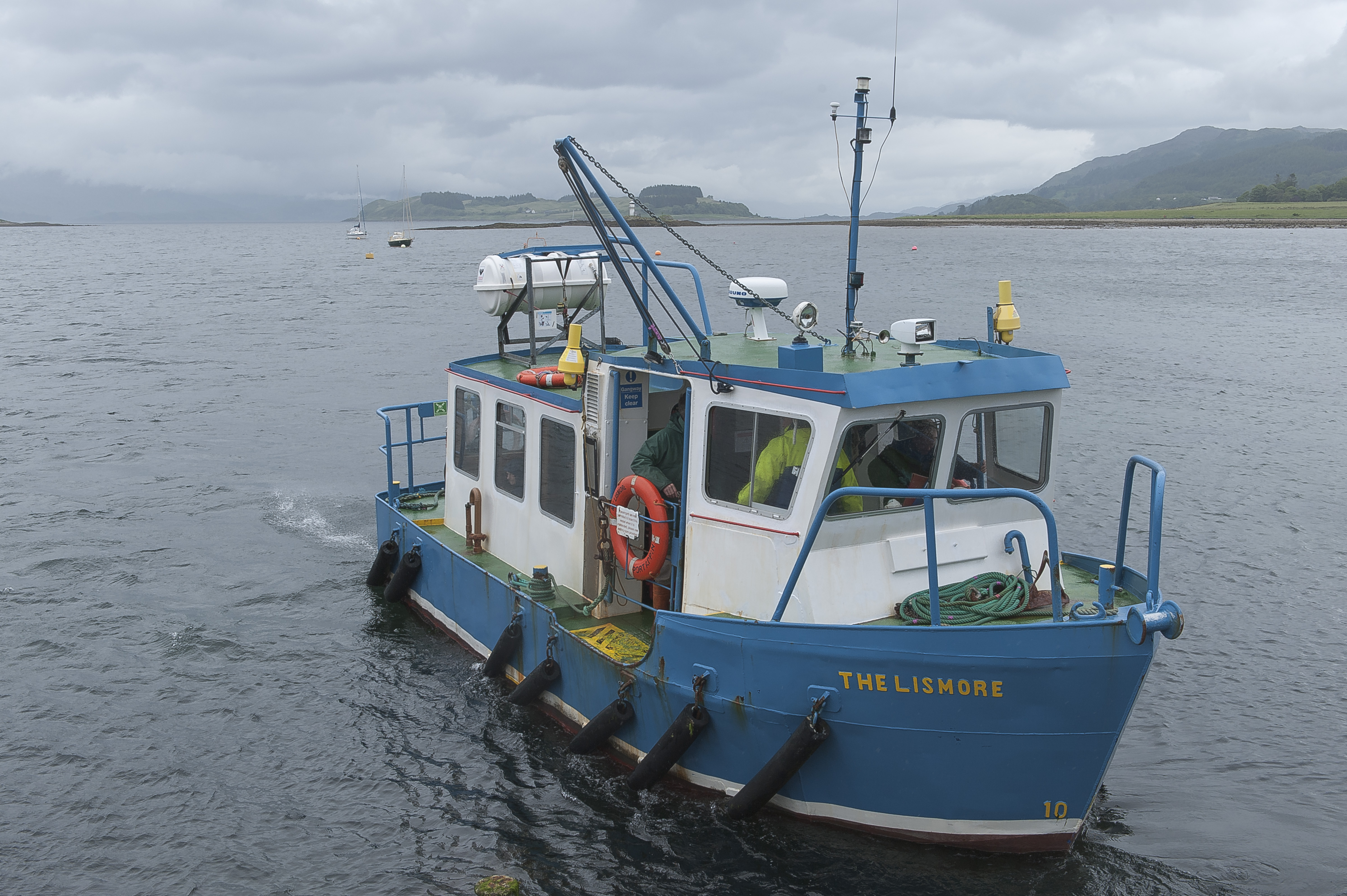
Traghetto a Port Appin

Lismore è collegata alla terraferma da traghetti che partono da Port Appin e Oban.